# Felix Stika

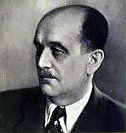
Felix Stika (1949)

Felix Stika (* 5. Mai 1887 in Warschau; † 4. März 1971 in Baden) war ein österreichischer Politiker (SPÖ). Stika war Abgeordneter zum Nationalrat, Abgeordneter zum Landtag von Niederösterreich und von 1945 bis 1960 Landesrat in der Niederösterreichischen Landesregierung.

## Leben
Stika besuchte nach der Volksschule die Bürgerschule und erlernte im Anschluss den Beruf des Werkzeugschlossers. Er arbeitete in der Folge in verschiedenen Betrieben in Wien und war in der Verwaltung der Zeitung „Volkstribüne“ beschäftigt. Zudem arbeitete Stika in der Patronenfabrik Hirtenberg, den Metallwerken Enzesfeld und war als Werkzeugmacher und ab 1925 als Bezirksparteisekretär tätig.

## Politik
Stika gehörte vom 4. März 1919 bis zum 9. November 1920 der Konstituierenden Nationalversammlung an und war zwischen dem 10. November 1920 und dem 1. Oktober 1930 sowie vom 2. Dezember 1930 bis zum 17. Februar 1934 Abgeordneter zum Nationalrat. Zudem war Stika Leiter der sozialdemokratischen Organisation des Triestingtales, ab 1918 Bürgermeister von Hirtenberg sowie von 1918 bis 1934 Mitglied im Zentralvorstand der österreichischen Metallarbeiter. Nach der Niederschlagung der Februarkämpfe des Österreichischen Bürgerkriegs wurde Stika verhaftet und war zwischen 1934 und 1935 im Anhaltelager Wöllersdorf inhaftiert. 1944 wurde Stika erneut verhaftet.
Nach dem Zweiten Weltkrieg war Stika erneut vom 19. Dezember 1945 bis zum 8. November 1949 Abgeordneter zum Nationalrat. Er war zudem von 1945 bis 1949 auch Mitglied des Bundesparteivorstandes. Stika gehörte vom 5. November 1949 bis zum 15. Juni 1960 dem Niederösterreichischen Landtag an und war zudem vom 12. Dezember 1945 bis zum 15. Juni 1960 als Landesrat der Niederösterreichischen Landesregierung tätig.

## Auszeichnungen
- 1960: Großes Goldenes Ehrenzeichen um die Verdienste der Republik Österreich[1]
- 1960: Ehrenring des Landes Niederösterreich.